# Відчайдушний (фільм)
«Відчайдушний» (ісп. Desperado) — бойовик з елементами вестерна режисера і продюсера Роберта Родрігеса, що вийшов на екрани в 1995 році. Другий фільм «Мексиканської трилогії» Родрігеса, що почалася в 1992 році з фільму «Музикант» і завершилася в 2003 році фільмом «Одного разу в Мексиці». Прем'єра «Відчайдушного» відбулася на Каннському кінофестивалі 1995 року, де фільм показали поза конкурсом.
Головні ролі в «Відчайдушному» виконали Антоніо Бандерас і Сальма Гайєк. Фільм приніс славу Бандерасу і представив Сальму Гаєк американської аудиторії. Друг Родрігеса, Квентін Тарантіно, зіграв невеличку роль на початку фільму. Карлос Гальярдо, що грав роль Ель Маріачі в першому фільмі трилогії, також зіграв у цьому фільмі, але вже іншу роль.

## Сюжет
Головний герой раніше був чудовим музикантом. Виступав з друзями в барах, любив прекрасну дівчину. Але одного разу всьому цьому настав кінець. За наказом людини, яка називає себе «Бучо», йому прострелили руку і вбили його кохану. І тепер він більше не El Mariachi (Музикант), тепер він El Desperado (Відчайдушний). У його футлярі більше немає гітари, зараз там гора смертоносної зброї, якою він не втомлюється вбивати, поки не загине Бучо.

## Ролі
| Актор              | Роль                     |
| ------------------ | ------------------------ |
| Антоніо Бандерас   | Ель-Маріачі, Музикант    |
| Сальма Гайєк       | Кароліна                 |
| Стів Бушемі        | Бушемі                   |
| Жоакім ді Альмейда | Бучо                     |
| Чіч Марін          | бармен                   |
| Карлос Гомес       | Права Рука               |
| Тіто Ларріва       | Таво                     |
| Анхель Авілес      | Замира                   |
| Денні Трехо        | Навахас                  |
| Карлос Гальяардо   | Кампа                    |
| Альберт Мішель     | Куіно                    |
| Квентін Тарантіно  | оповідач анекдоту, камео |

## Нагороди й номінації

### Нагороди
- 1996 — Сальма Гайек здобула нагороду премії Сатурн в номінації «Найкраща актриса другого плану»
- 1996 — Сальма Гайек здобула нагороду премії Чиказької асоціації кінокритиків (CFCA Award) в номінації «Найбільш багатообіцяюча актриса»

### Номінації
- 1995 — фільм був номінований на нагороду «Бронзовий кінь» Стокгольмського міжнародного кінофестивалю
- 1996 — MTV Movie Awards: Найкращий поцілунок (Сальма Гайек і Антоніо Бандерас)

## Цікавинки
Фільм спочатку називався «Ель Pistolero» («Злочинець»), щоб бути сумісним із першим фільмом (El Mariachi (1992)), але назву змінили на прохання студії. У Мексиці він вийшов як «Pistolero»